# Ramsés II
Ramsés II, Usermaat Ra Setepen Ra - Ramsés Meriamón,o Ramesses Miamún, conocido como Ozymandias en las fuentes griegas. fue el tercer faraón de la Dinastía XIX de Egipto. Gobernó durante 66 años, desde 1279 a. C. hasta 1213 a. C. Es recordado como el faraón más celebrado y poderoso del Imperio Nuevo (c. 1550-1070 a. C.), que a su vez es el período culminante del Antiguo Egipto. Sus sucesores y los egipcios posteriores lo llamaron «Gran ancestro». Fue el último gran faraón, ya que sus sucesores más importantes, Merenptah y Ramsés III, se vieron obligados a llevar una política defensiva para mantener la soberanía en Canaán. 
Cuando tenía trece años, Ramsés fue nombrado príncipe regente por su padre Seti I y se cree que accedió al trono al final de su adolescencia. La primera parte de su extenso reinado estuvo enfocada en la construcción de ciudades, templos y monumentos. Fundó la ciudad de Pi-Ramsés en el delta del Nilo como su nueva capital y desde allí lanzó sus campañas militares en Siria. Lideró otras expediciones militares en el Levante mediterráneo con las que reafirmó el poder egipcio sobre la región de Canaán y también hacia el sur contra Nubia, las cuales se conmemoran en inscripciones en los templos de Beit el-Wali y Gerf Hussein. 
El historiador egipcio Manetón (siglo III a. C.) le atribuye un reinado de 66 años y dos meses, en lo que están de acuerdo la mayoría de egiptólogos modernos. Las estimaciones sobre la edad a la que falleció varían, pero lo más probable es que viviera hasta los 90 o 91 años. Ramsés II celebró trece o catorce fiestas Heb Sed, una cantidad sin precedentes e inigualada por cualquier otro faraón. Fue enterrado en la tumba KV7 del Valle de los Reyes, cerca de Tebas, pero su cuerpo fue después trasladado a un escondrijo de momias reales en el que fue descubierto en 1881. Su momia se ha podido contemplar hasta fechas recientes en el Museo Egipcio de El Cairo, y a partir de 2022 en el Museo Nacional de la Civilización Egipcia.

## Antecedentes

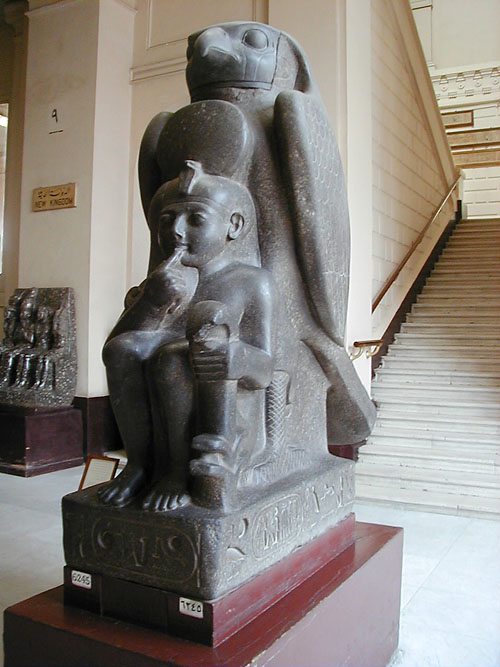
Ramsés II de niño (Museo Egipcio de El Cairo)

Ramsés II era hijo del faraón Seti I y de su Gran Esposa Real, Tuya. Tuvo al menos dos hermanas y, al parecer, un hermano llamado Nebchasetnebet, quien murió antes de alcanzar la edad adulta, por lo que Ramsés II pasó automáticamente a ser el heredero de Seti I.
Desde niño vivió la actividad castrense, como miembro de una familia de ministros. Seti I nombró corregente a Ramsés cuando este tendría unos catorce años, y recibió entrenamiento intensivo de parte del mismo faraón y de múltiples maestros de artes y ciencias. La corregencia duró entre tres y siete años (sobre este tema no hay fuentes fiables). A los quince o dieciséis años Ramsés ya tenía autoridad sobre parte del ejército, e inscripciones de esa época lo describen una y otra vez como un «astuto joven líder». Por aquel entonces ya estaba casado y era padre de cuatro hijos.
Durante el periodo de corregencia hubo pocos problemas militares y Ramsés desempeñó tareas civiles como delegado de su padre, como eran supervisar los trabajos de construcción de los templos y la extracción de material de construcción en las canteras del sur del imperio.

## El rey guerrero

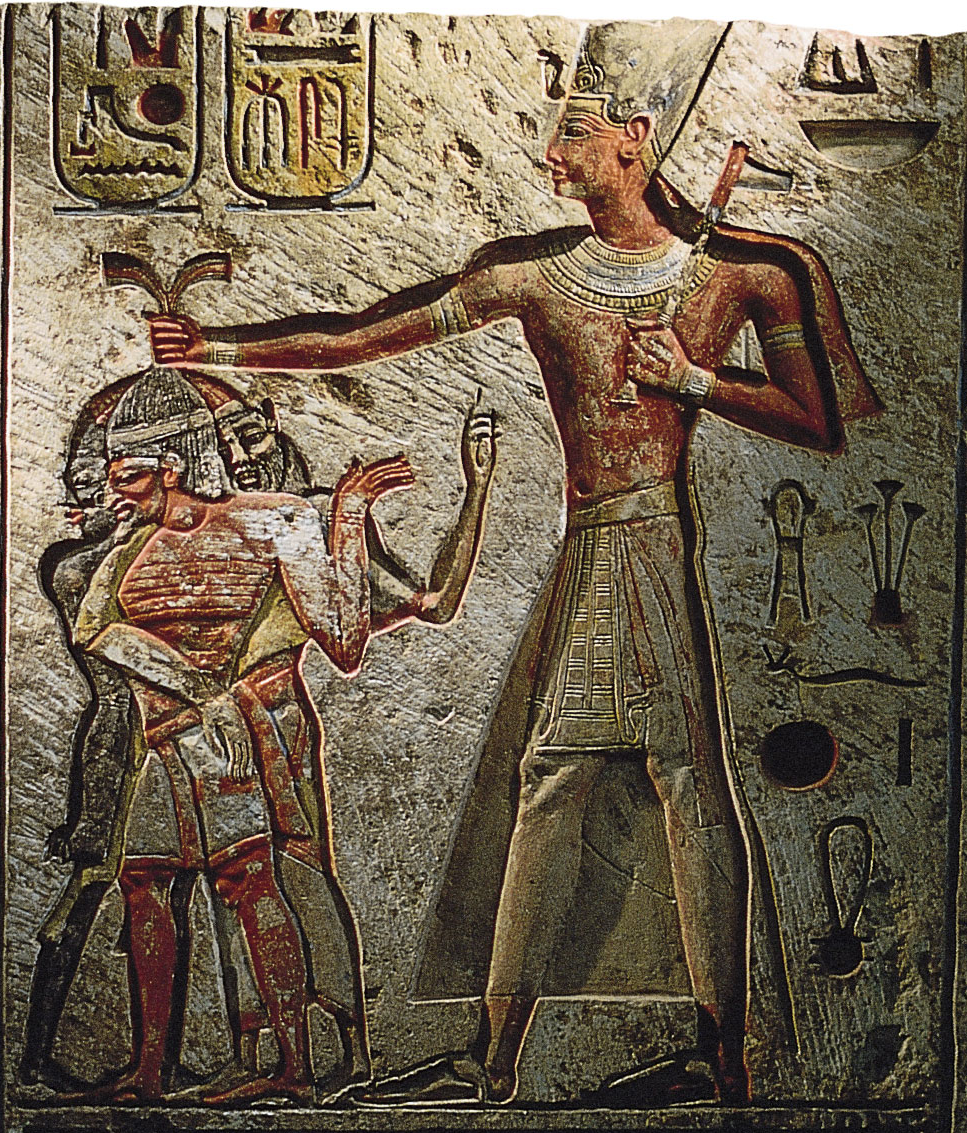
Ramsés II capturando enemigos (un nubio, un libio y un sirio) en el relieve de Menfis (circa 1250 a. C.) Museo Egipcio de El Cairo.

Ramsés acompañó a su padre en campañas militares para sofocar rebeliones en Canaán. También lo secundó en la guerra contra los hititas que habían ocupado los territorios de Siria, tradicionalmente pertenecientes al imperio egipcio, pero perdidos hacía varios años debido a la debilidad del rey Akenatón. Ya como comandante, llevó a cabo una campaña contra Kush (Nubia), en el año 8 del reinado de Seti.
Se cuenta que Ramsés se encontraba en Kush cuando Seti murió. Volvió a Egipto donde, junto con su madre, Tuya, llevó a cabo las ceremonias fúnebres de su padre en la necrópolis tebana.
Durante los cinco primeros años de su reinado llevó a cabo cinco acciones militares:

### Batalla naval
Por parte  en la Estela de Tanis, se produjo en el Delta, ante el ataque de piratas shardana. Ramsés los venció y reclutó a los prisioneros como soldados para su ejército. Estos shardana son mencionados en el Poema de Pentaur como miembros del ejército egipcio.

### Expediciones a Asia
Poco después de comenzar su reinado en solitario, Ramsés hubo de reaccionar ante la amenaza de los hititas. Quizás consideraban al nuevo rey más débil que su poderoso padre, pues iniciaron numerosas escaramuzas en las fronteras invadiendo la tierra de Retenu hasta que el ejército egipcio se vio obligado a reaccionar. La primera expedición fue para pacificar Canaán, como paso previo a la conquista de Siria. Fue comandada por el propio rey en el cuarto año, y está relatada en dos estelas, una en Eleuteros y otra en Biblos. Se puede considerar como la precampaña de la batalla de Qadesh.

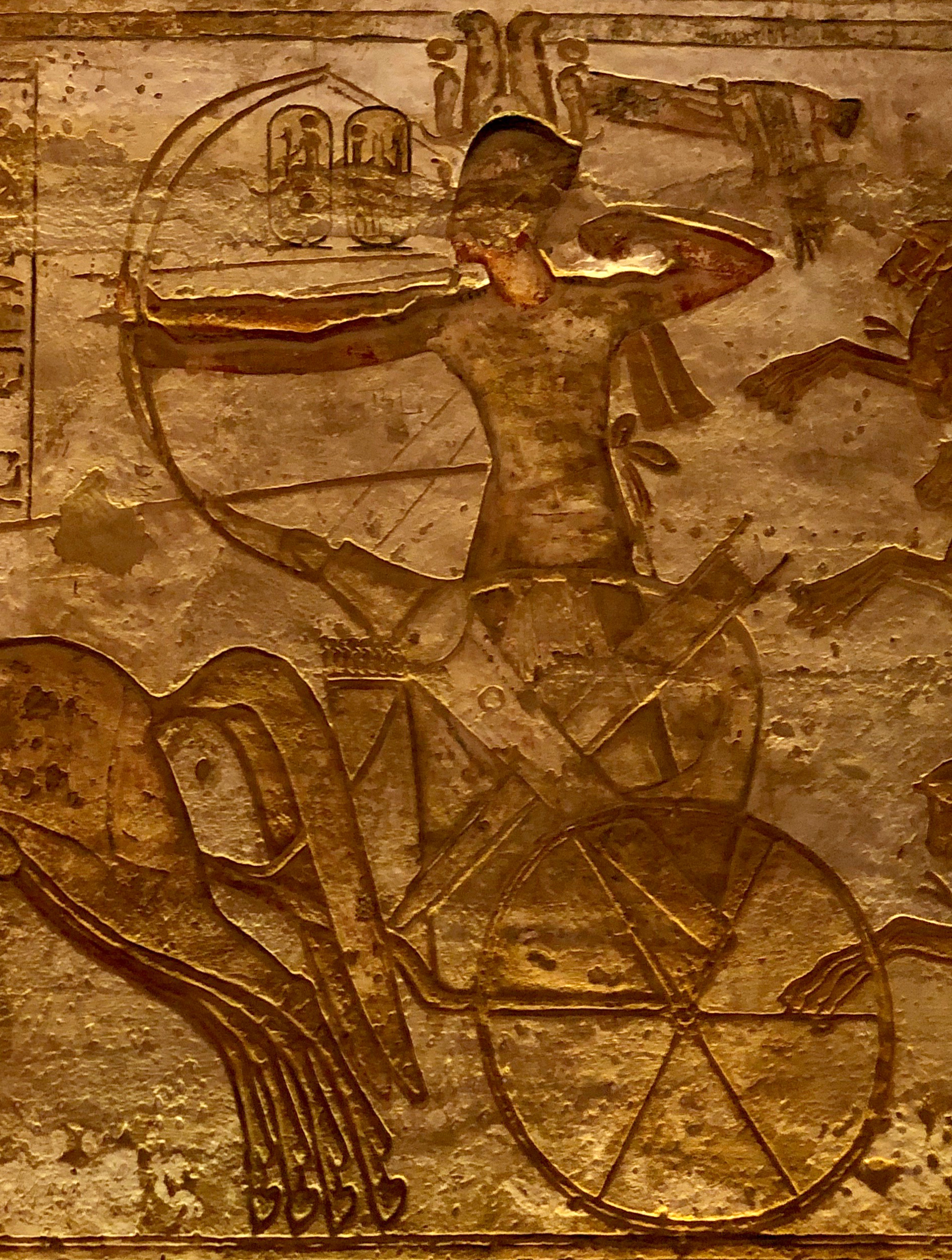
Ramsés en Qadesh.

### La batalla de Qadesh (1274 a.C.)
En el quinto año de su reinado el faraón decidió cortar con los ataques hititas, muestra de ello es la célebre batalla de Qadesh, al norte de Siria, donde por fin se encontraron los ejércitos egipcios de Ramsés II con la alianza sirio-hitita del rey Muwatalli II.
Según se cuenta, Ramsés hizo caso omiso de los consejos de sus generales y visir, lo cual causó que cayera en una emboscada de sus enemigos hititas y su ejército se viera gravemente diezmado en territorio desconocido. Las tropas egipcias huyeron del ejército hitita, y Ramsés tuvo que luchar prácticamente solo contra los enemigos guiado por el dios Amón, o eso es lo que él mismo nos dice en los monumentos donde dejó escrita su hazaña (Poema de Pentaur). Los historiadores actuales son más críticos y prefieren pensar que la batalla acabó en tablas (por no decir derrota, ya que no consiguió conquistar la ciudad), y no en una aplastante victoria de Ramsés.
Finalmente, Ramsés y Muwatalli II se dieron un respiro y el faraón regresó a las Dos Tierras, donde prosiguió con sus numerosos trabajos de construcción.
Tras la muerte de Muwatalli, se desató una lucha por el poder entre su hijo Mursili y su hermano Hattusili I, que Ramsés aprovechó para reafirmar el control en la zona, destacando guarniciones en distintas ciudades. No obstante, la guerra no acabaría hasta la llegada al trono hitita de Hattusili III, el ambicioso sucesor de Muwatalli II, que acabaría con el Tratado de Qadesh firmando la paz con Ramsés II cuando este llevaba unos 25 años en el trono.

### Conquistas en Libia
Ramsés también hizo incursiones en Libia, donde estableció varias colonias y construyó diversas fortalezas para vigilarlas, formando una línea defensiva desde Racotis (actual Alejandría) hasta El Alamein.

### Reforma del ejército
Ramsés II aprovechó el mal resultado de la batalla de Qadesh para cambiar a los militares de alto rango, colocando a sus hijos al frente de los distintos cuerpos. Su primogénito Amenhirjopshef fue «generalísimo del ejército» y «supervisor de todas las tierras del norte»; Ramsés era «primer general de Su Majestad»; Paraheruenemef y Mentuherhepeshef tenían el rango de «general de carros» y el título honorífico de «primer conductor de Su Majestad». A partir de entonces, nadie ajeno a la familia real tuvo mando. No tuvo problemas con esta reforma, ya que Seti I había dejado de lado a los aristócratas egipcios y promovido a oficiales a un gran número de soldados extranjeros, como el general Urhiya, hurrita de origen, que llegó a ser intendente del Ramesseum, su hijo Yupa que heredó el cargo, o el general Ramsés-Najt.
También creó cuerpos de élite con extranjeros, guerreros nubios, libios, asiáticos y shardanas, cuerpos que eran leales a la persona del faraón. Estos mercenarios extranjeros formaron el ejército egipcio hasta el tercer periodo intermedio.

## Política interior
Durante su reinado Egipto conoció su época de mayor esplendor, gracias a la prosperidad económica que favoreció el desarrollo de la literatura y las ciencias, y que le permitió erigir grandes construcciones.
Ramsés trasladó primero la corte a Menfis antes del traslado definitivo a Pi-Ramsés, en el Delta. Se desconocen los motivos por los que el faraón se arriesgó a alejarse de Tebas y de su poderoso clero viendo lo que había sucedido con Akenatón años atrás, pero lo cierto es que este monarca era un hábil político y comprendía la importancia de estar próximo al norte, lo más cerca posible a la convulsa zona del Levante mediterráneo. El alejarse de la antigua capital tuvo otra consecuencia política: hizo que la aristocracia tebana perdiese influencia en favor del ejército y los escribas reales, pero no consiguió rebajar el creciente poderío del sumo sacerdote de Amón.

### El rey constructor
Durante el resto de su reinado Ramsés desarrolló una especie de obsesión por construir templos enormes y espectaculares. No solo se dedicó a llenar las riberas del Nilo de hermosas y enormes construcciones, sino que también usurpó muchas de ellas a sus predecesores, incluido su padre Seti I. En sus muchos años de reinado, superó con creces en labor constructora a Amenhotep III, y prueba de ello son algunas grandes obras:
- La ampliación del templo de Abidos, el Osireion.
- La ampliación del templo de Amón en Tebas, añadiendo un nuevo patio, los pilonos de la entrada y dos obeliscos de granito rosa.
- En Karnak terminó la gran sala hipóstila del templo de Amón.
- El templo funerario del Ramesseum, en el Valle de los Reyes, destinado a ser su tumba.

Los templos en Nubia, entre los cuales los más célebres son sin duda los de Abu Simbel, dedicados a Ra, Ptah, Amón, e incluso al propio Ramsés como divinidad; el menor está dedicado a la diosa Hathor.

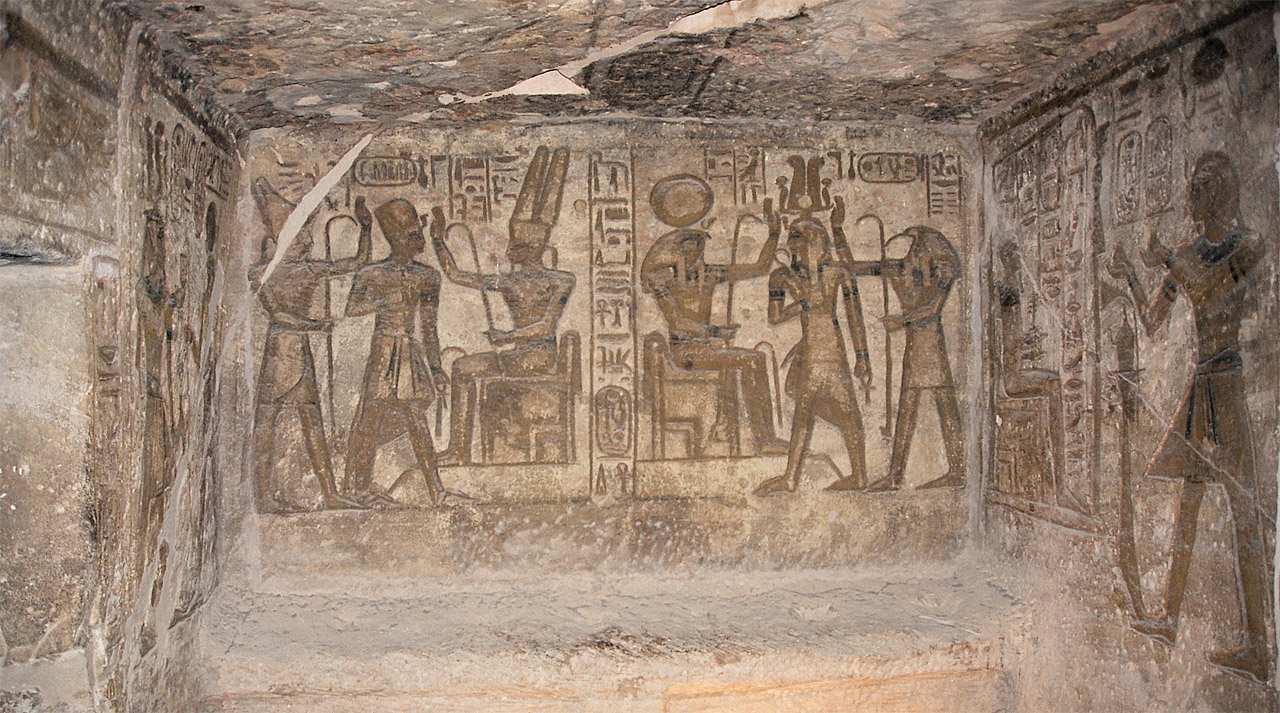
Templo de Ramsés II.
Abu Simbel.

Aunque no fue el primer faraón en hacerse adorar como un dios, sí lo fue en dedicarse templos y estatuas de forma sistemática. Ramsés fue, junto con Hatshepsut o Amenhotep III, uno de los pocos faraones que realmente creían, o pretendían hacer creer, que habían sido engendrados por la cabeza del panteón, el todopoderoso Amón-Ra.
No obstante, la construcción quizás más importante de todo el reinado de Ramsés II, y que sentaría las bases de la política egipcia durante cientos de años, fue la edificación de una nueva capital en el norte, que recibió el nombre de Pi-Ramsés Aa-najtu (‘La ciudad de Ramsés’), construida sobre la que había sido la ciudad de los hicsos, Avaris.

## Las mujeres de Ramsés II

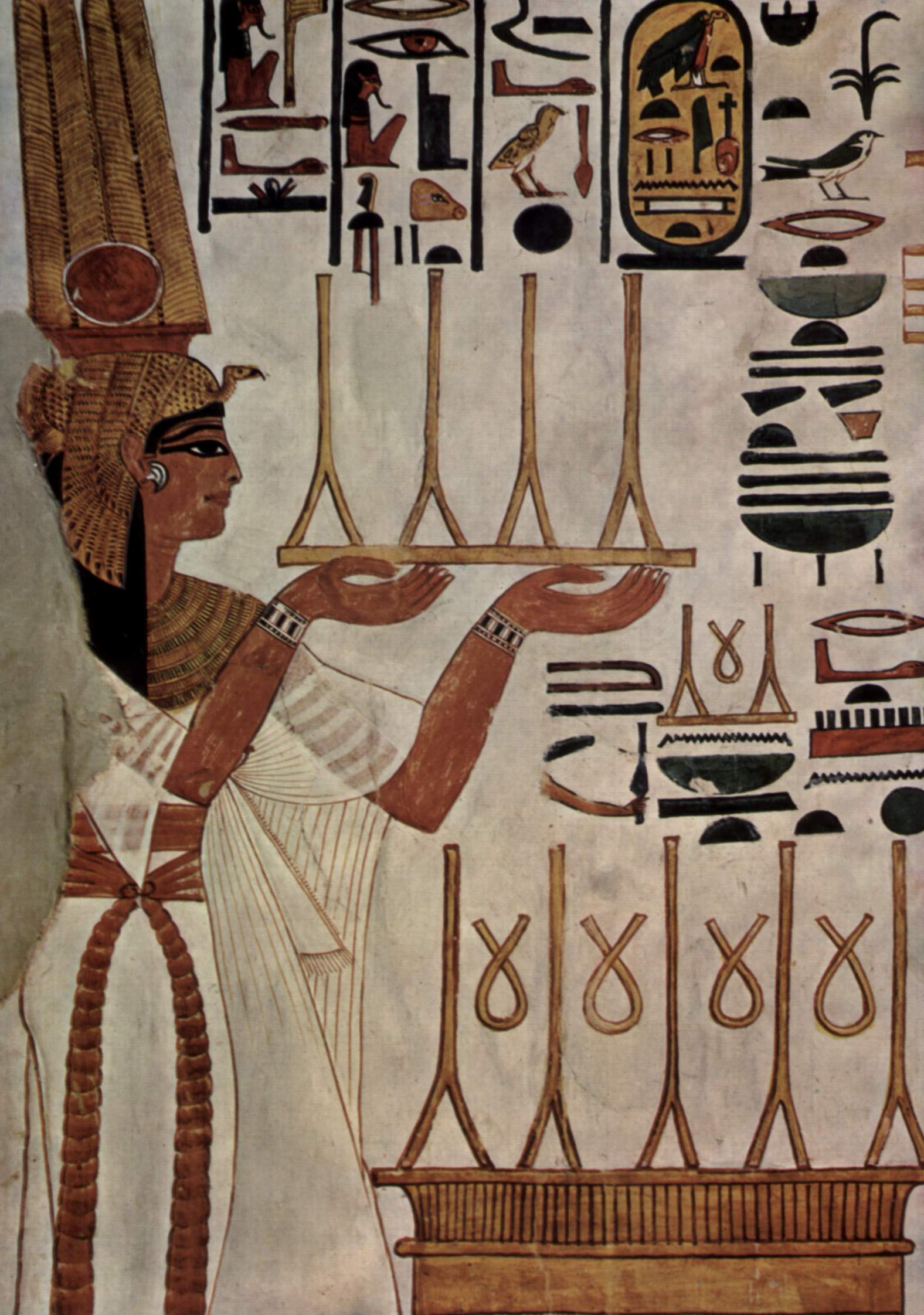
Nefertari.

Quizás por ser el más conocido de los faraones, hay datos de decenas de reinas, esposas y concubinas y de cientos de hijos e hijas de este rey, lo que le ha labrado la fama de lascivo y mujeriego. También es cierto que el rey no hizo nada para ocultar este hecho, sino que incluso llegó a confeccionar una lista con los nombres de todos sus hijos y diseñar una enorme tumba en el Valle de los Reyes para varios de ellos. Este hipogeo se conoce como KV5.[cita requerida]
Sin temor a equivocarse, es indudable que la mujer de la vida del faraón fue su primera «Gran Esposa Real», la bella Nefertari «por la que brilla el Sol». Se desconoce su linaje, aunque se piensa que quizás estaba emparentada con la anterior dinastía por el faraón Ay: Ramsés se ocupó mucho de ocultar su parentesco. Nefertari no fue solo una esposa y la madre de los hijos del faraón, sino que tomó un papel muy activo en las conversaciones con los hititas, y sus cartas con la emperatriz Putuhepa sentaron las bases del proceso de paz.[cita requerida]
Era tal el amor que profesaba el rey a Nefertari que le llegó a dedicar el segundo templo de Abu Simbel, bajo la imagen de la diosa Hathor, en el cual la imagen de la reina tiene el mismo tamaño que la del rey, algo inusual en Egipto. Desgraciadamente, es muy posible que Nefertari no llegase a ver el templo acabado, pues murió en el año 26 del reinado, antes de su inauguración. Su tumba, la QV66, tiene las pinturas mejor conservadas del Valle de las Reinas.[cita requerida]
La desaparición de Nefertari encumbró aún más la posición de la segunda «Gran Esposa Real» de Ramsés, con la que también estaba casado desde la adolescencia, Isis-Nefert o Iset la Bella. Al contrario que su rival, esta mujer permaneció siempre en la sombra, pero se piensa que era muy inteligente, pues logró situar a todos sus hijos en los puestos más importantes del Estado. Se ha llegado incluso a pensar que hubo rivalidad entre la familia de Nefertari y la de Isis-Nefert, y que la muerte de la primera y de su primogénito se debieron a las intrigas de la segunda. Ante la ausencia de datos, solo caben las conjeturas.
No se conoce la fecha de muerte de Isis-Nefert, pero se sabe que compartió el cargo de «Gran Esposa Real» con otras mujeres. Ramsés tuvo, aparte de sus dos primeras esposas, otras cinco reinas. Al parecer éstas fueron la princesa hitita Maathornefrura (que fue la prenda de la paz con Hattusili III), la dama Nebettauy (tal vez hija de Isis-Nefert), así como dos hijas más. El incesto real era frecuente en la historia egipcia, y Ramsés II no tuvo el menor reparo en convertir en dos de las más importantes Grandes Esposas Reales a sus hijas, una de Nefertari (Meritamón) y otra de Isis-Nefert (Bintanat), que acabarían sustituyendo a sus madres tanto en su puesto político y ritual como en el corazón de su marido cuando éstas desaparecieron.

## Los hijos de Ramsés II
Ramsés II, tuvo una gran cantidad de hijos: entre 48 y 50 varones y entre 40 y 53 hijas, a quienes representó en varios monumentos. De ellos, los más importantes fueron:
- Nacidos de Nefertari:

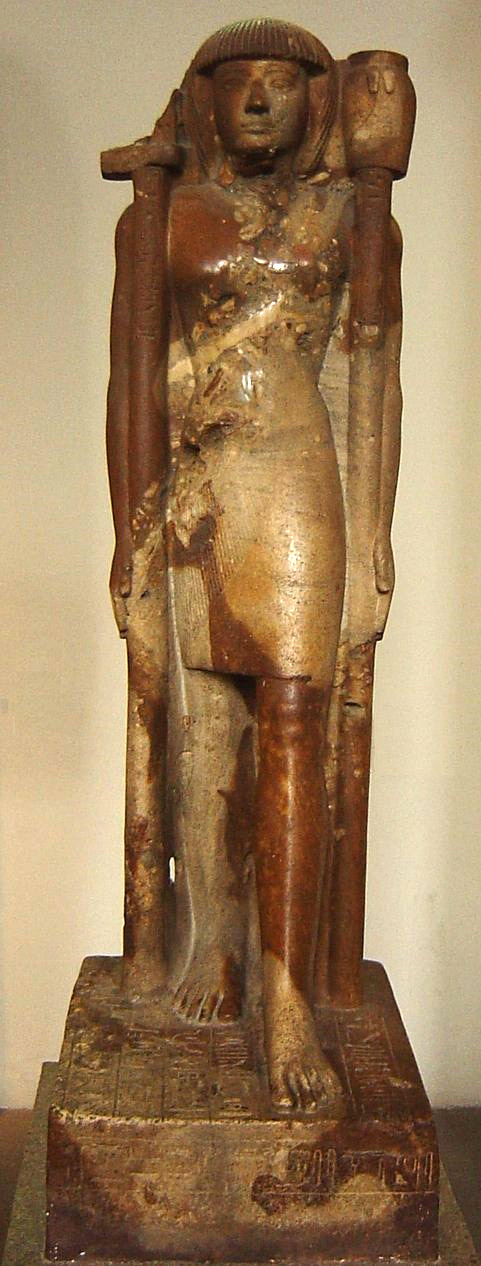
Jaemuaset.
Museo Británico.

  - Amenhirjopshef, fue su primogénito y el príncipe heredero durante los primeros 25 años del reinado de su padre. Nació cuando su padre era aún corregente con Seti I. Originalmente, se le llamó Amenherwenemef ("Amón está con su brazo derecho"), pero con el tiempo cambiaría su nombre por el de Amenhirjopshef ("Amón está con su brazo fuerte"). Sus títulos reales indican que ocupó un alto cargo en el ejército. Se cree que murió en el año 25 del reinado de Ramsés II, cuando tenía alrededor de cuarenta años de edad, y la causa de su muerte probablemente habría sido un golpe en un lateral de la cabeza producido por una piedra, durante una batalla.
  - Baketmut, segunda de sus hijas y primera nacida de Nefertari.
  - Nefertari, tercera de sus hijas y segunda nacida de Nefertari, esposa de Amenhirjopshef.
  - Meritamón, la cuarta de sus hijas y la tercera nacida de Nefertari. Acabó siendo ella misma Gran Esposa Real y la sustituta de Nefertari en numerosas ceremonias, incluida la fundación de Abu Simbel.
  - Paraheruenemef (el tercer hijo).
  - Meriatum (el sexto), sumo Sacerdote de Heliópolis.
  - Merira (el undécimo), es probable que muriera a una edad temprana; un hermano suyo (18 en la lista de príncipes) fue nombrado después de él.
  - Nebettauy, la quinta de sus hijas y cuarta nacida de Nefertari, también se casó con Ramsés, pero no ostentó el título de Gran Esposa Real.
  - Henuttauy, la séptima de sus hijas y quinta nacida de Nefertari, con quien se casó, pero a la que nunca ascendió al rango de Gran Esposa Real.

- Nacidos de Isis-Nefert:
  - Ramsés. El segundo hijo del faraón y uno de los hombres fuertes de la primera mitad del reinado. Murió por la misma fecha que su medio hermano Amenhirjopshef.
  - Bintanat, la mayor de las hijas del rey. Como hizo con Meritamón, Ramsés se casó con Bintanat, quien suplió a su madre, Isis-Nefert. Se cree que fue madre de al menos una niña, de nombre Bintanat II, quien llegaría a ser Gran Esposa Real del siguiente monarca.
  - Jaemuaset, el cuarto hijo. Es el hijo más conocido de Ramsés II. Ostentó el cargo de Sumo Sacerdote de Ptah y era tenido como el hombre más sabio del país e incluso se rumoreaba que era un poderoso mago, y como tal protagonizó muchos cuentos posteriores. Murió a una edad avanzada, unos pocos años antes que su padre.
  - Sethi. Fue enterrado en KV5, donde se encontraron dos de sus vasos canópicos, alrededor del año 53
  - Merenptah. Era el decimotercer hijo, pero debido a la longevidad de su padre fue el destinado a sucederle en el trono. Estaba casado con su hermana Isis-Nefert II.[cita requerida]
  - Isis-Nefert II, sexta de sus hijas y segunda nacida de Isis-Nefert.

- Nacidos de Maathorneferure:
  - Neferure.

- Nacidos de Bintanat:
  - Bintanat II, casada con Merenptah.

- Nacidos de Sutererey (esposa secundaria):
  - Siptah.

## Fallecimiento

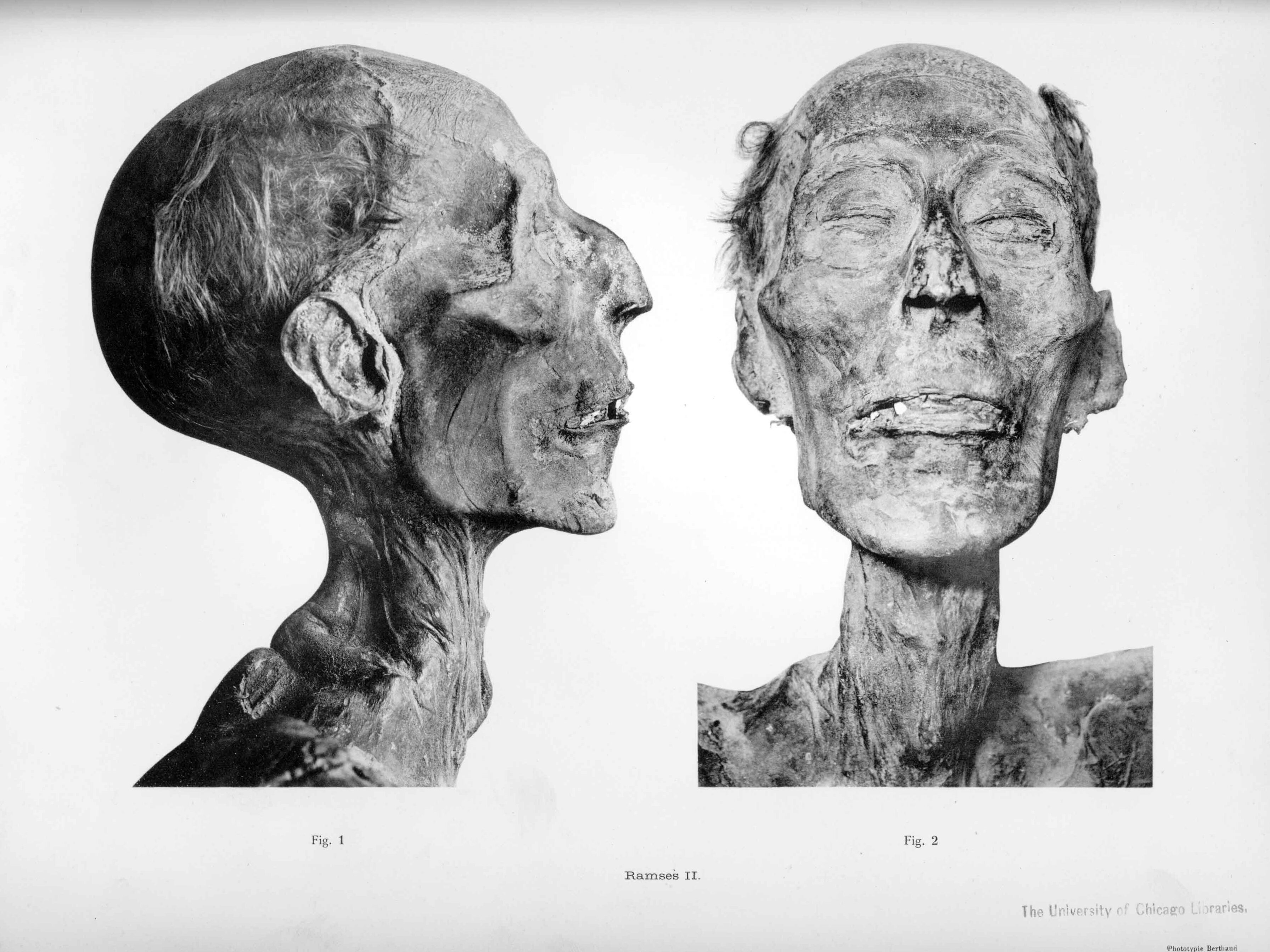
El rostro de la momia de Ramsés II, hallada en 1881.

Ramsés tuvo un destino extraño: su existencia fue tan larga que sobrevivió a muchos de sus descendientes. Murió con 90 años, tras unos 66 o 67 años de reinado y de celebrar once festivales Heb Sed, y fue enterrado en el Valle de los Reyes, en la tumba KV7. Su momia, descubierta en 1881, es la de un hombre viejo, muy alto, de cara alargada y nariz prominente. 
La momia de Ramsés II, que era considerada una de las mejores preservadas, comenzó a deteriorarse y a presentar signos de descomposición. La humedad a la que se veía expuesta generó varios tipos de hongos que amenazaban con poner en peligro su conservación.
Un grupo de expertos egiptólogos y restauradores franceses fueron elegidos para preservar el cuerpo de la momia; sin embargo, para llevar a cabo su trabajo necesitaban que los restos fueran trasladados a Francia.
Una leyenda urbana surgida de una mala interpretación de un informe emitido por los egiptólogos del Museo de El Cairo cuenta que como las leyes francesas dictaban que cualquier persona viva o muerta que entrara a sus fronteras debía portar su documento de identificación válido para ingresar legalmente, las autoridades egipcias emitieron los documentos migratorios para que el viaje se llevara a cabo sin problema alguno.  Dicho documento se generó cuando el rey ya tenía más de tres mil años de muerto.Esta leyenda se extendió de tal manera que en multitud de artículos sobre el Faraón aparece relatada. En realidad, Francia jamás ha exigido pasaporte a personas fallecidas, y las momias siempre han sido consideradas por las leyes francesas como objetos. La dificultad estribó en la documentación necesaria para trasladar un objeto con características únicas, por lo que la funcionaria de Egipto escribió que era como emitir un "pasaporte", con las comillas literales. Fue de esta manera como Ramsés II viajó el 26 de septiembre de 1976 hacia París.

## Testimonios de su época

### Edificaciones

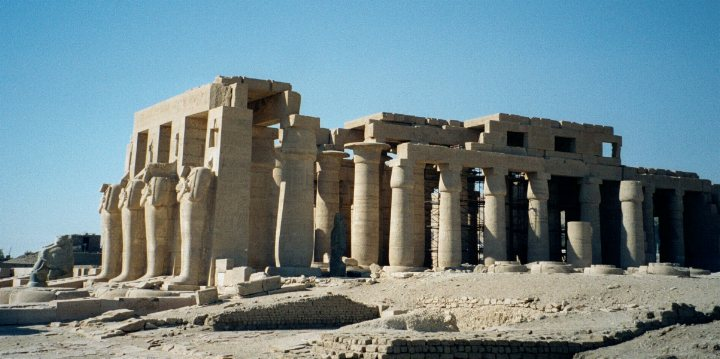
Ramesseum.

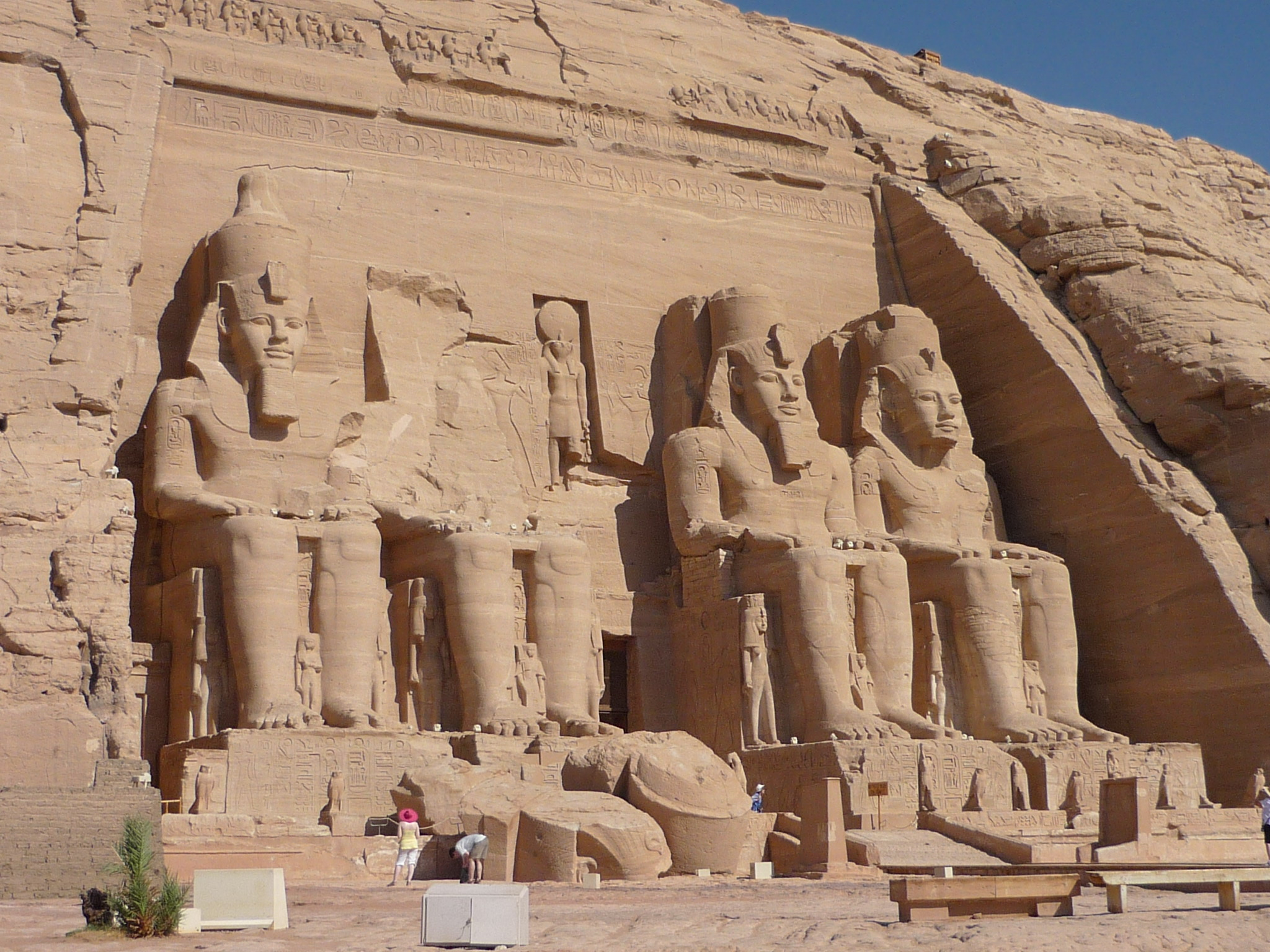
Abu Simbel.

El rey trasladó la capital a Avaris (Qantir, al este del delta).
Los monumentos más importantes están en:
- Karnak, la gran sala hipóstila.[16]
- Tebas, el Ramesseum, el principal templo para el culto del rey.[16]
- Abidos, el templo de Ramsés II.[16]
- Abu Simbel, el templo más grande perforado en roca, en Nubia.[16]
- Menfis, edificaciones en el templo.[16]
- Hermópolis, edificios añadidos al templo.[17]

Otros templos del rey en Nubia:
- Beit El-Wali[18]
- Gerf Hussein[16]
- Uadi es-Sebua[16]
- Derr[16]
- Aniba[16]

### Inscripciones
Se menciona al rey en muchas inscripciones:
- Estelas en el Líbano.[16]
- Estela en la sede de Thutmose I, en Karnak.[19]
- Bloques y fragmentos, en Heliópolis.[20]
- Bloques encontrados en Elefantina.[21]
- Inscripciones de entierro de un toro Mnevis.[16]
- Inscripciones en un templo, en Faras.[22]
- Inscripciones grabadas en roca, en Asuán, Sehel y Konossos.[23]

## Titulatura
Estos son algunos de los cinco títulos de Ramsés II, pues solo del Nombre de Horus se conocen más de veinticinco variantes:
Aanesyt, Aasefyt, Ayhorjepesf, Enrasedjsetjetiu, Jahormaat, Juitaneb, Kahedyet, Kaenheqau, Kanajt, Menibsejempejti, Merimaat, Merimaatnebjabusedmiitefptahtatenen, Merira, Merirapetpetkasetnebethortjebuif, Saitem, Sedjsettauy, Sejempejti, Sepedabuy, Seqaiuaset, Tjestauy, Userjebusedmeritauy, Userjebusedmitaten, Usernejetuajahorjepesf, Userjepesh, Userpejti, Utyesmaat.
| Titulatura | Jeroglífico | Transliteración (transcripción) - traducción - (referencias) |

| G5 |

| G5 |

| E2 · D40 | C10 | mr |

| E2 · D40 | C10 | mr |

| E2 · D40 | C10 | mr |

| E2 · D40 | C10 | mr |

| G5 |

| G5 |

| E2 · D40 | C10 | mr |

| E2 · D40 | C10 | mr |

| E2 · D40 | C10 | mr |

| E2 · D40 | C10 | mr |

| G16 |

| G16 |

| G20 | V31 · I6 | t · O49 | G45 | f · Z7 | D44 · N25 | t · Z2ss |

| G20 | V31 · I6 | t · O49 | G45 | f · Z7 | D44 · N25 | t · Z2ss |

| G16 |

| G16 |

| G20 | V31 · I6 | t · O49 | G45 | f · Z7 | D44 · N25 | t · Z2ss |

| G20 | V31 · I6 | t · O49 | G45 | f · Z7 | D44 · N25 | t · Z2ss |

| G8 |

| G8 |

| wsr | s | M4 | M4 | M4 | O29 · D44 | Z3 |

| wsr | s | M4 | M4 | M4 | O29 · D44 | Z3 |

| G8 |

| G8 |

| wsr | s | M4 | M4 | M4 | O29 · D44 | Z3 |

| wsr | s | M4 | M4 | M4 | O29 · D44 | Z3 |

| ra | wsr | mAat | ra · stp · n |

| ra | wsr | mAat | ra · stp · n |

| ra | wsr | mAat | ra · stp · n |

| ra | wsr | mAat | ra · stp · n |

| ra | wsr | mAat | ra · stp · n |

| ra | wsr | mAat | ra · stp · n |

| ra | wsr | mAat | ra · stp · n |

| ra | wsr | mAat | ra · stp · n |

| ra | wsr | mAat | ra · stp · n |

| ra | wsr | mAat | ra · stp · n |

| ra | wsr | mAat | ra · stp · n |

| ra | wsr | mAat | ra · stp · n |

| ra | wsr | mAat | ra · stp · n |

| ra | wsr | mAat | ra · stp · n |

| ra | wsr | mAat | ra · stp · n |

| ra | wsr | mAat | ra · stp · n |

| C12 · C2 · N36 | F31 | S29 | M23 |

| C12 · C2 · N36 | F31 | S29 | M23 |

| C12 · C2 · N36 | F31 | S29 | M23 |

| C12 · C2 · N36 | F31 | S29 | M23 |

| C12 · C2 · N36 | F31 | S29 | M23 |

| C12 · C2 · N36 | F31 | S29 | M23 |

| C12 · C2 · N36 | F31 | S29 | M23 |

| C12 · C2 · N36 | F31 | S29 | M23 |

| C12 · C2 · N36 | F31 | S29 | M23 |

| C12 · C2 · N36 | F31 | S29 | M23 |

| C12 · C2 · N36 | F31 | S29 | M23 |

| C12 · C2 · N36 | F31 | S29 | M23 |

| C12 · C2 · N36 | F31 | S29 | M23 |

| C12 · C2 · N36 | F31 | S29 | M23 |

| C12 · C2 · N36 | F31 | S29 | M23 |

| C12 · C2 · N36 | F31 | S29 | M23 |

| Predecesor: Seti I | Faraón Dinastía XIX | Sucesor: Merenptah |